# شهریار نفیس
شهریار نفیس (بنگالی: শাহরিয়ার নাফীস আহমেদ؛ زادهٔ ۱ مهٔ ۱۹۸۵) یک بازیکن کریکت اهل بنگلادش است. نفیس در تیم ملی کریکت بنگلادش بازی می‌کند.